# Тарасов (Ростовская область)
Тарасов — хутор в Орловском районе Ростовской области.
Входит в состав Камышевского сельского поселения.

## География
На хуторе имеется одна улица — Мира.

## Население
| 2010 |
| ---- |
| 80   |

## Археология
- Курганная группа «Тарасовский I» (7 курганов) — в 6,0 км к юго-западу от хутора.
- Курганная группа «Тарасовский II» (2 кургана) — в 5,0 км к юго-западу от хутора.
- Курган «Тарасовский III» — в 4,0 км к юго-западу от хутора.[2]